# Benito Juárez Lámina Uno
Benito Juárez Lámina Uno är en ort i Mexiko.   Den ligger i kommunen Tecpatán och delstaten Chiapas, i den sydöstra delen av landet, 600 km öster om huvudstaden Mexico City. Benito Juárez Lámina Uno ligger 185 meter över havet och antalet invånare är 202. Den ligger vid sjön Presa Nezahualcoyotl.
Terrängen runt Benito Juárez Lámina Uno är kuperad åt nordost, men åt sydväst är den platt. Runt Benito Juárez Lámina Uno är det ganska glesbefolkat, med 42 invånare per kvadratkilometer. Närmaste större samhälle är Raudales Malpaso, 10,2 km väster om Benito Juárez Lámina Uno. I omgivningarna runt Benito Juárez Lámina Uno växer huvudsakligen savannskog.